# 斯卡雷謝夫
斯卡雷謝夫是波蘭的城鎮，位於該國東部，由馬佐夫舍省負責管轄，始建於1198年，面積27.49平方公里，2006年人口3,989。第二次世界大戰期間，納粹德國在該鎮設立集中營。
51°19′N 21°15′E / 51.317°N 21.250°E